# イバ
イバ（Iba）は、フィリピン北部ルソン島の中部ルソン地方（Central Luzon, Region III）に属するサンバレス州の州都である。サンバレス州中央の南シナ海を臨む地方自治体の1つであり、フィリピン第7代大統領ラモン・マグサイサイの生誕地である。州内唯一で最大の都市は、南部にあるオロンガポ（Olongapo）である。